# Corse-Matin
Corse-Matin est un journal quotidien régional français, édité par la S.A Corse Presse.
C'est l'unique quotidien insulaire diffusé en moyenne chaque jour à 28 733 exemplaires, sur la Corse et dans la région PACA.
Le journal est une filiale du groupe de presse CMA Média, dont le propriétaire est l'armateur Rodolphe Saadé.
Son siège se trouve à Ajaccio.

## Histoire
Le titre est créé au lendemain de la libération de la Corse, remplaçant les journaux clandestins parus durant l'Occupation, comme Le Patriote, qui avait récupéré les locaux des quotidiens d'avant-guerre (La Dépêche Corse, La Jeune Corse ou encore Bastia-Journal). Le journal a longtemps été en concurrence avec l’édition corse du quotidien marseillais Le Provençal, à l’époque de Gaston Defferre.
À la fin des années 1990, il fait partie du groupe Nice-Matin.

### Groupe Hachette
En 1997, Hachette Filipacchi Médias (HFM), filiale de Lagardère, rachète le groupe Nice-Matin, dix ans après s’être emparé du Provençal à Marseille, devenu La Provence. À l’époque, HFM voulait constituer un grand groupe de presse régionale dans le Sud-Est de la France. Deux titres ayant le même actionnaire se font donc concurrence en Corse à cette date.
En juillet 1999, La Corse, édition corse de La Provence, est supprimée. Sa rédaction fusionne avec celle de Corse-Matin, qui survit. Une société commune à La Provence et à Nice-Matin est créée : la S.A Corse-Presse, éditrice du nouveau journal. Nice-Matin assure la responsabilité éditoriale, tandis que La Provence s’occupe, à Marseille, de l’impression - mais également d’un hebdomadaire lancé dans le sillage de la fusion : La Corse Votre Hebdo.

### Impression dans l'île
En juin 2006, Corse-Matin change de format et de maquette, passant au format berlinois. Imprimé jusqu’alors à Marseille et acheminé en Corse par avion dans la nuit, il est tiré depuis cette date sur l’île dans une nouvelle imprimerie construite pour l’occasion près de Bastia (Haute-Corse) alors que le centre éditorial demeure basé à Ajaccio.

### Groupe Hersant
À la fin de l’année 2006, le groupe La Vie-Le Monde, alors majoritaire dans le Midi-Libre devait prendre le contrôle des quotidiens régionaux du Groupe Hachette à travers une holding commune avec la filiale de Lagardère. La nouvelle entité aurait dû être alors propriétaire de tous les quotidiens régionaux du Sud-Est, de Perpignan jusqu’à Nice et la Corse. Mais l’opération ne s’est pas concrétisée, et Hachette a finalement négocié avec le Groupe Hersant (GHM).
Fin 2007, le ministère des Finances a donné son accord pour la vente des journaux du sud de Lagardère à GHM.

### Bernard Tapie
Les graves difficultés financières et le redressement judiciaire du groupe Nice-Matin ont conduit ce dernier à céder les parts qu'ils détenaient jusqu'ici (50 %) à La Provence, dont l'actionnaire unique est alors Bernard Tapie. Le 1er décembre 2014, Corse-Matin devient une filiale à 100 % du quotidien marseillais. Le groupe belge Nethys entre, via sa filiale Avenir Développement, à hauteur de 11 % dans le groupe La Provence, société éditrice des quotidiens La Provence et Corse-Matin.
Roger Antech, alors directeur délégué et rédacteur en chef, devient Président-directeur général (PDG) de Corse-Presse. Il refuse à ses salariés de faire jouer la clause de session, ouverte lors d'un changement d'actionnaire majoritaire ou de l'équipe de contrôle, ce qui entraîne une grogne, renforcée par le renvoi de Jacques Renucci, directeur de La Corse Votre Hebdo, remplacé par Antech lui-même. Claude Perrier (directeur de publication et PDG du groupe La Provence) est nommé PDG de Corse-Presse, le 30 novembre 2015, Roger Antech restant rédacteur en chef.

### Le consortium corse
Après les élections territoriales de 2017 en Corse qui ont consacré la victoire des nationalistes, l'unique propriétaire Bernard Tapie négocie la cession d'un tiers de ses parts à une holding, CM Holding, constituée par un consortium d'entrepreneurs corses. CM Holding est aussi propriétaire de la compagnie maritime Corsica Linea. Finalement, au premier trimestre 2018, le consortium CM Holding rachète 35 % du capital. Le 9 avril 2018, Thomas Brunelli, jusqu'alors journaliste de Radio Corse Frequenza Mora, est nommé directeur de publication et des rédactions, il tient ce poste jusqu’au 31 décembre 2020  ; Antony Perrino, important promoteur immobilier de l'île, en devient le PDG.
Le 5 avril 2019, Antony Perrino annonce sa démission de son poste de PDG. Il avait été placé en garde à vue mi-mars 2019 dans le cadre d'une enquête concernant une affaire d'abus de biens sociaux en lien avec l'organisation criminelle du « Petit Bar »,.

### Groupe La Provence
En novembre 2021, le consortium d'entrepreneurs corses se met d'accord avec la direction du groupe La Provence pour le rachat de 49 % des parts du capital de Corse-Matin. Après cette cession, Corse-Matin est détenu à 100 % par le groupe marseillais.

## Diffusion
| Année | Diffusion totale payée | Diffusion totale |
| ----- | ---------------------- | ---------------- |
| 2005  | 45 897                 | 46 677           |
| 2006  | 43 603                 | 44 360           |
| 2007  | 42 896                 | 43 728           |
| 2008  | 42 438                 | 43 156           |
| 2009  | 41 621                 | 42 312           |
| 2010  | 41 330                 | 41 978           |
| 2011  | 40 648                 | 41 274           |
| 2012  | 39 718                 | 40 345           |
| 2013  | 37 906                 | 38 536           |
| 2014  | 36 746                 | 37 427           |
| 2015  | 32 905                 | 33 663           |
| 2016  | 32 291                 | 32 951           |
| 2017  | 32 088                 | 32 792           |
| 2018  | 30 350                 | 30 910           |
| 2019  | 28 291                 | 28 733           |
| 2020  | 25 906                 | 26 231           |
| 2021  | 25 122                 | 25 415           |
| 2022  | 24 348                 | 24 632           |
| 2023  | 22 551                 | 22 755           |

## Finances
Comme la plupart des titres de presse français, le journal Corse-Matin touche de fortes subventions de l’État. Ainsi, il a perçu 1,83 million d’euros d’aide du fonds d'aide à la modernisation de la presse de 2003 à 2010.

## Critiques
En octobre 2018, la direction de Corse-Matin est critiquée pour son traitement de l'arrestation de Guy Orsoni, fils d'Alain Orsoni et comme lui membre du clan Orsoni. Mis en examen pour « association de malfaiteurs en vue de commettre un crime », Orsoni est soupçonné de vouloir s'en prendre à la bande rivale de la sienne, le « Petit Bar », dont l'un des membres est logé par Antoni Perrino, le PDG de Corse Presse - la mention du « Petit Bar » aurait alors été retirée des articles. D'autres traitements discutables d'affaires par le quotidien ont été également rappelées à cette occasion, les soupçons de censure, d’autocensure ou de conflits d’intérêts étant toujours prégnants alors que l'unique quotidien de l'île n'a encore mis au point aucune charte ou société des rédacteurs capable de surveiller ces problèmes,,.